# L'emperador Qianlong en armadura ceremonial i a cavall
L'emperador Qianlong en armadura cerimonial i a cavall és un retrat eqüestre de l'emperador xinès Qianlong, realitzat amb tinta i colors sobre seda pel missioner jesuïta milanès Giuseppe Castiglione (pinyin: Lang Shinin), durant la seva estada a la cort, el 1739 o el 1758. Es conserva al Museu del Palau Nacional de la República de la Xina.

## Context
Hi ha un conflicte respecte a la data d'acabament d'aquest quadre. Segons el lloc web oficial del Museu del Palau Nacional, la pintura va ser realitzada el 1739 i mostra a l'emperador Qianlong durant el quart any del seu regnat, als 29 anys. Altres fonts estimen que aquesta obra va ser pintada en 1758, quan l'emperador Qianlong tenia 47 anys.
De totes maneres, el moment de la seva realització correspon a una època daurada de l'imperi xinès. Aquesta obra representa la revisió de Qianlong de les tropes de l'exèrcit Qing, seguint la tradició manxú, posant èmfasi en el seu talent en el tir amb arc. L'emperador Qianlong passava revista els seus vuit estendarts cada tres anys .

## Descripció
Tot i que l'obra no està signada, el seu estil i moviments de pinzell es poden atribuir amb certesa a Giuseppe Castiglione .
Es tracta d'un retrat eqüestre de l'emperador Qianlong en armadura, mentre inspecciona a cavall les tropes dels exèrcits Qing. Tot i que els materials utilitzats per a aquesta pintura (seda, pinzell i pigments) són de pintura tradicional xinesa, hi ha diversos elements del conjunt, incloent l'aspecte del cavall, els núvols i el fons amb el seu tractament amb llums i ombres, que ens porten a la formació original del pintor italià. L'aparició de les muntanyes en un segon pla, però, s'ajusta a la tradició estilística dels pintors de la cort de Qing .

## Destí de la pintura
Amb el pas del temps, aquesta pintura es va convertir en la representació més emblemàtica de l'emperador Qianlong.
L'obra es troba al Museu del Palau Nacional de la República de la Xina .